# 国鉄TR23形台車

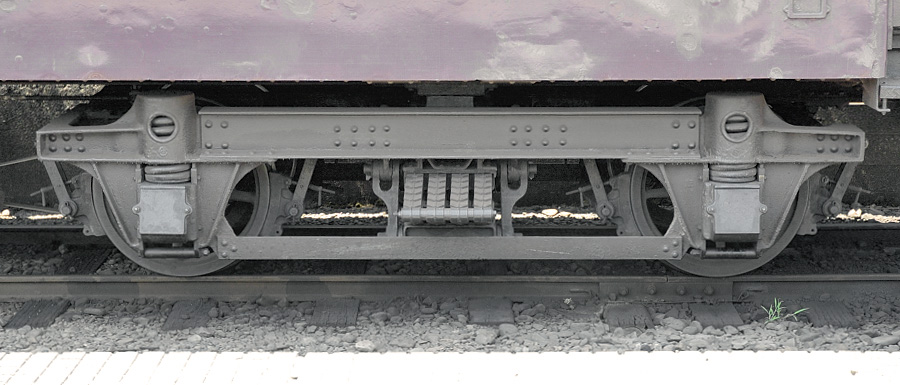
TR23形台車 スハ32600形などに装着されていた最初期型（図面番号VA3058）

TR23形台車（TR23がただいしゃ）は、日本の鉄道省（国鉄）が開発した鉄道車両用台車の一形式である。

## 概説
1914年以降、国鉄では制式客車用台車について、その側枠を構成する主要材料として「球山形鋼（バルブアングル）」と呼ばれる、本来は船舶向けに生産されていた特殊な断面の形鋼材を使用していた。しかし、造船用鋼材の需要が第一次大戦後の造船不況の影響で激減し、これに伴って球山型鋼も生産打ち切りとなってしまった。鉄道省は八幡製鐵所に鉄道向けの特注生産を打診したが、必要数の100倍以上の最低生産量を提示され、断念した。
このため球山型鋼を使用しない客車用台車の設計を強いられた鉄道省は、これを機に台車の基本構成を一新することになった。こうして1928年に優等車用3軸ボギー台車であるTR73と、一般車用2軸ボギー台車であるTR23の2種が設計され、1929年度量産開始のスハ32系客車より標準採用された。
これらが良好な成績を収めたことから、1930年代から1940年代にかけて客車のみならず電車・気動車にまで幅広く採用され、更に太平洋戦争後も軸受構造の変更を実施の上で1950年代初頭まで同系台車の量産が継続された。
特に基幹形式である客車用のTR23は、それ以前に製造されていた2軸ボギー台車よりも荷重上限が高かったこと、1940年代後期以降に開発された鋳鋼製側枠台車と比較して、乗り心地では劣るが重量が軽くできていたこと、そして長期大量製造されたゆえの個体数の多さで、国鉄では製造終了以降も長く使用された。荷重対策や軽量化対策を主眼に、新旧の客車間での台車履き替え交換、廃車発生品の転用が1960年代まで実施され、この台車を使用した客車は「旧型客車」の一般営業終焉期の1980年代まで国鉄線上に見受けられた。

### 構造
「ペンシルバニア形」と呼ばれる、アメリカ合衆国の有力私鉄・ペンシルバニア鉄道 (Pennsylvania Railroad) で設計・使用されていた客車・電車用台車を参考に設計された、揺れ枕吊りを備える軸ばね式台車である。

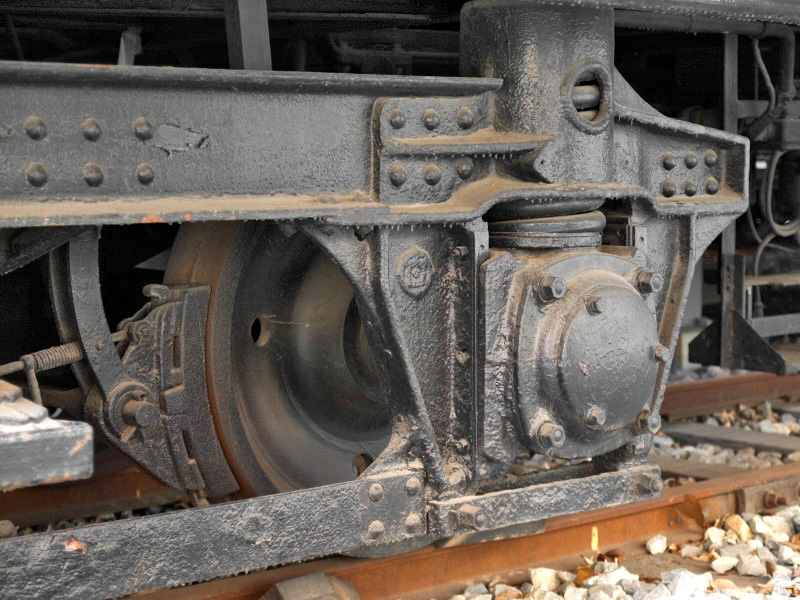
派生形式TR43形の軸箱・車輪まわり。軸箱の上が単列式コイルばねによる軸ばねである。

頭端部にコイルばねを内蔵する鋳鋼製軸箱部とH形鋼の加工品による側梁を、鋳鋼による横梁（トランサム）と鋲接で組み合わせて台車枠を構成する。本形式の設計時に参考にされたと目されるペンシルバニア鉄道の自社設計台車群では側枠は一体の鋳鋼製だったが、設計当時の日本の車両メーカーでは大型の台車枠を一体で鋳造可能なメーカーは一部に限られたため、接合部分の増加による強度・保守上の不利を承知でこのような設計が採用された。
ばね装置は軸箱上部に単列式のコイルばねを軸ばねとして内蔵し、側枠中央部に短リンク式の揺れ枕吊りを下げて下揺れ枕と連結、ボルスタからの荷重を上揺れ枕と下揺れ枕の間に挿入された重ね板ばねを枕ばねとして弾性支持する構成である。
この系統の台車にはいくつもの利点があった。一般的な断面形状の規格鋼材と鋳鋼部品によって主要部が構成されているため材料の入手性が良く、軸距変更も側梁の鋼材寸法を伸縮することで比較的容易に行えた。また、軸箱を連結する釣り合い梁（イコライザ）を持たないためばね下重量が最小限に抑えられて軌道破壊が少なく、消耗品であるブレーキシューの交換も車両側面から容易に行えた。
ただし釣り合い梁を省略したために、軌道条件の特に劣悪な線区での軌道への追従性や乗り心地では従来型の台車に若干見劣りした。このため、軌道保守が最悪の水準にあり、さらにペデスタルの整備状態が悪化していた戦後の混乱期などには、特にばね下重量の大きな電車用派生形式各種で、走行中の軸箱が上下に踊り跳ねて大きく揺れる現象が多発した。
また、軸箱の上に軸ばねが直接乗っている構造には、理想的に軸箱の中心に力が作用していない場合には、軸箱を傾ける作用が発生し偏磨耗が起きるという問題もある。この問題は、後にTR40などで採用されたウイングばね式軸箱支持装置で解決された。
さらに、軸箱部と側枠の接合部の設計が難しく、鋳物部品は接合部を平削盤によって仕上げねばならなかった。加えてばね帽の内径寸法についても、コイルばねを収める関係上精度が求められるため中ぐり旋盤による仕上げを要した。このため、これらの工作機械（特に平削盤）を各工場に備えていた国鉄はともかく、設備の貧弱な地方私鉄ではこれらの部品が破損した際に代品を自社工場で製造することができず、修理のためには相応の設備のある車両メーカーなどに依頼する必要があった。
接合部の設計については、初期形で構造欠陥が判明している。1929年のスハ32系第一陣製造時に設計されたもの（図面番号VA3058）について、就役後の検査で、軸箱部の鋳鋼製部品が側梁に対し線路の外側に飛び出す方向に徐々に開くように変形する、という問題が露呈した。これは大荷重時などに曲線通過で車軸に横圧がかかった際に鋳造部品の強度不足から生じる変形であった。
初期型では、それぞれ側梁の形鋼が外側に、一体鋳鋼製の軸箱部側の接合面が内側に来るように重ね合わせ、これらを貫通してリベットで接合していた。これに対し、1930年以降に製造された改良型（図面番号VA3062）では軸箱部を形鋼の外側から装着するように設計変更し、中央部に補強リブを設けて問題の解決を図った。伴って形鋼は装着部分の下フランジを干渉しないように削り取られている。
さらにスハ32800形に使用された台車（図面番号VA3062の1932年度以降及び図面番号VA3067）では、工作の簡易化のために軸箱守控の形状変更が行われた。従来直径50 mmの丸棒をロックナットつきの3/4インチボルトで締結していたものを、両端を折り曲げた16×60 mmの平板2枚で軸箱守下端を挟んでボルトで締結する方式に改め、伴って軸箱守のこの部分も設計が変更されている。
このように、初期こそ当時の技術では予見が困難なマイナートラブルが発生した鉄道省系客車・電車用ペンシルバニア形台車であったが、上述の通り製造・保守面での多大なメリットがあったため、直営工場レベルで旋盤などの工作機械を完備していた鉄道省では特に好まれ、長く用いられることになった。
鉄道省は日本内地向けのみならず、依頼されて設計を担当した華中鉄道向け客車にまで同種設計の台車を採用したほどである。
その他の特筆事項としては、車軸に従来は荷物車などに限定して用いられていた、12 t長軸形と呼ばれる大荷重対応のものが標準採用されたことが挙げられる。これにより、従来は各軸の荷重上限の制約から3軸ボギー車とする必要があった20 m級荷物車の2軸ボギー化が可能となった。
ブレーキシリンダーは従来通り車体装架で、台車本体には両抱き式の踏面ブレーキによる基礎ブレーキ装置を備えるのが標準である。

### 仕様
- 形式 - 2軸付随台車
- 車体支持機構 - 揺れ枕吊り式・3点支持
- 枕ばね - 4列重ね板ばね
- 台車枠 - 鋳鋼+形鋼リベット組立
- 軸ばね - コイルばね
- 軸箱支持装置 - 軸ばね式
- 軸距 - 2,450 mm
- 車輪径 - 860 mm

## 派生形式
昭和初期を代表する国鉄制式台車であり、下記の通り非常に膨大な数の派生形式が設計された。

### 国鉄向け

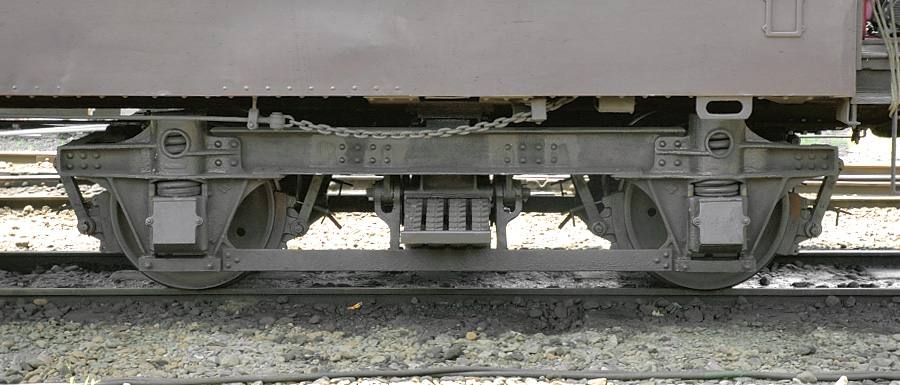
TR23形台車 1932年以降製造の一般型（図面番号VA3062・3067）

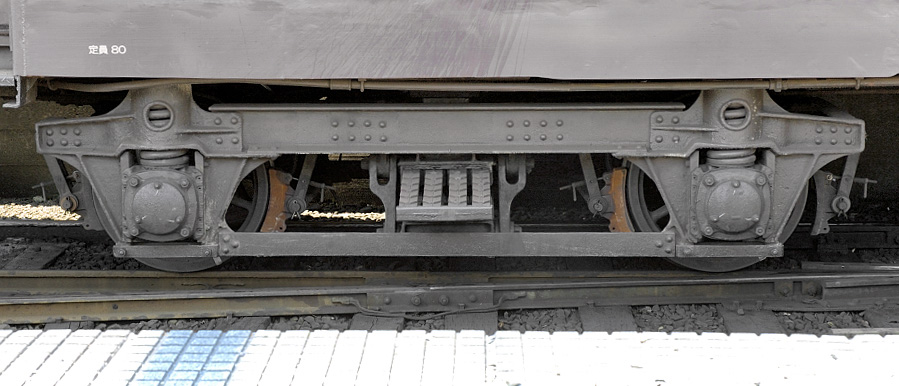
TR34形台車 1932年度以降製造のTR23と酷似するが、軸受の構造や寸法が異なり、軸箱守の下辺部の形状が変更されている。

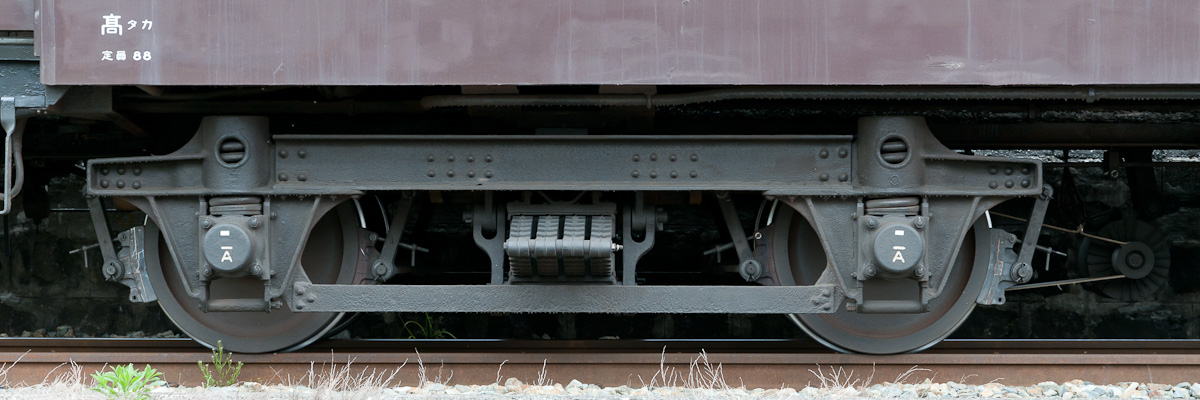
TR23H形 初期型をコロ軸受化。TR34とは軸受の構造が異なる。

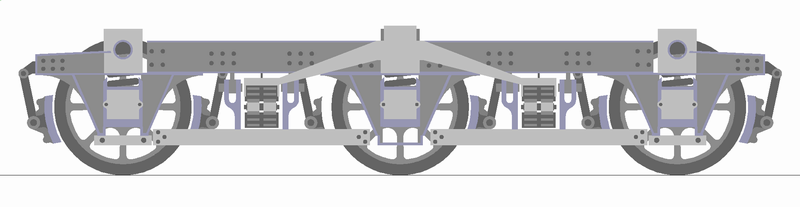
TR73形台車

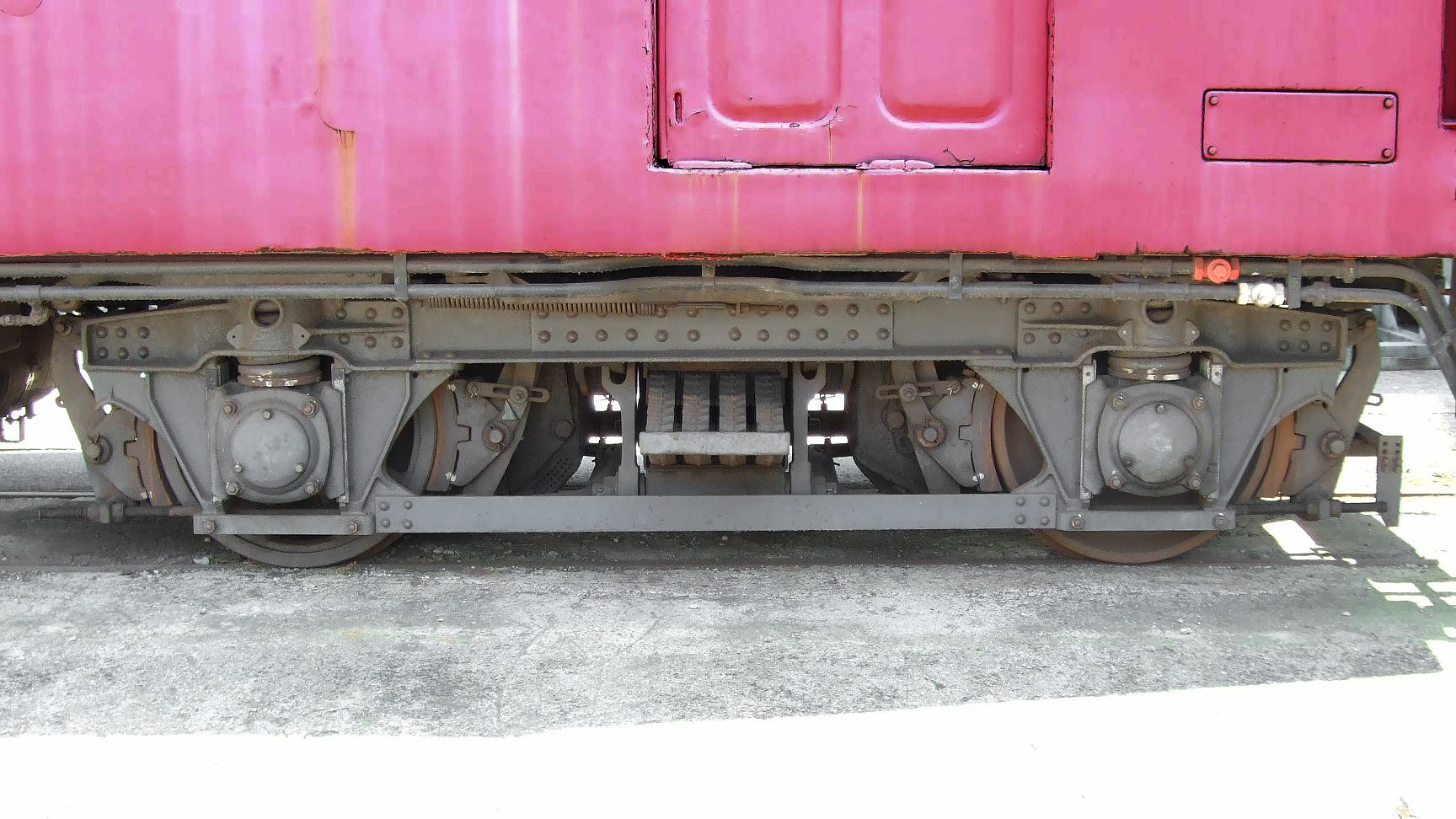
DT13形台車（クモヤ740形）

- 客車用
TR23A
戦前には流線型電車の付随車2形式に装着するスウェーデン・SKF社製ころ軸受付きのTR23を区別するのに用いられたが、戦後は1948年以降落成する戦災復旧客車中の荷物車および日本銀行所有のマニ34形用に使用された。後者は枕ばねと軸ばねの定数が変更されているほか、従来輪軸抜きをしないと交換できなかった軸箱守ライナを在姿状態で交換できるようその形状および取り付け方法が変更された。
TR23B
1947年以降落成する戦災復旧客車および郵政省所有のオユ36形用として、TR34の軸箱守にTR23の輪軸と平軸受を組み合わせ[注釈 12]ばねの組み合わせを変更したモデル。終戦後、日本製ころ軸受が鉄道業界に導入され始めた初期、焼き付きなどの低信頼性に悩まされていた時期の設計であり、信頼性を重視して在来型の平軸受が採用されたと見られている。
TR23C
TR23Aの軸箱にころ軸受（TR34およびTR23E以降のものとは別設計）を試験的に取り付けたもので、オハ35形4両とオハユニ71形3両に装着され各種試験が実施されたのち、輪軸と軸箱を交換し、TR23A同等に改修された。
TR23D
オロ35形の近代化改装工事およびスハネ30形（2代）の寝台車設備復元工事にあわせ、もとのTR23の揺れ枕吊りの長さを310 mmからTR40Bと同等の540 mmに延長して乗り心地の改善を図ったモデル。揺れ枕吊りと干渉するトランサムを交換したため、側枠とトランサムの接合部のリベットを一旦全て抜いて完全解体を行う必要があった。このため、乗り心地改善の効果は大きかったが、改造は最小限の数に留められた。のちにTR40Bを装着するスロ54形の冷房改造に伴う自重増を軽減するために本形式を装着する車両と台車の振り替えが施工された。
TR23E
TR23Dにころ軸受化改造を追施工したもの。Dと同様、特別二等車用限定で施工されたため、改造数はわずかである。なお、このEで採用されたころ軸受はTR23C・TR34用とは異なり円筒ころ軸受を使用しているため、スラスト力をころで受け止めず、別途突き出し部に内蔵されたスラストばねで受け止めるよう変更されて小型化が実現し、従来の平軸受用軸箱守を無改造で使用可能となった。この新型軸受の完成後、国鉄および私鉄各社で平軸受台車のころ軸受化が急速に進んだ。
TR23F
スハ32系の廃車が進んだ時期に、他形式への転用が実施された際に心皿部分を改修したもの。外観上は従来と一切変化がない。
TR23G
一般型客車各形式のマニ36形への改造時に、ころ軸受化とばねの強化を実施したもの。
TR23H
スハ43に装着し、オハ47とするため、ころ軸受化の上で心皿改修を実施したもの。
TR34
本形式をころ軸受化したタイプ。軸箱寸法が大型化したため、側枠形状やペデスタル部の形状が変更されている。
TR35U
オユ40 → スユ40形用として電車用のTR35 (DT13) を設計変更したもの。TR23B同様の平軸受とした以外、軸距2,500 mm、車輪径910 mmとブレーキワークも含め、TR35と同等のスペックで製造された。
TR73
本形式と同時設計された優等車用3軸ボギー台車。TR23と同様、1930年製造分とそれ以降で軸箱守と側梁の接合部および軸箱守控の設計の相違により、2種類に分かれる。
TR73A
1950・51年にTR73を改修し、TR23D・Eと同様に揺れ枕吊りリンクを延長して乗り心地の改善を図ったもの。展望車から優先的に施工された。
TR73B
1952年にTR73を改修し、揺れ枕吊りリンクの延長と同時に、下揺れ枕を新製してここに防振ゴムを挿入したタイプ。旧1号御料車をはじめ優等車各車種で工事が実施された。
TR73C
TR73Bの改造メニューを基本としつつ、側受と2つの上揺れ枕を結ぶアーチバーを交換して側受直下に防振ゴムを挿入したもの。食堂車を中心に1955年まで施行された。
仮称TR77
TR23に対するTR34と同様、TR73に対応するころ軸受付き3軸ボギー台車として計画されたもの。戦後は床下機器の増加や台車設計の進歩などから優等車向けとしての3軸ボギー台車製造が行われなくなったため、実際には製造されずに終わった。
- 電車用
TR25 (DT12)
40系・42系・51系などの電動車用。重い主電動機を裝架する必要性と電装品搭載に伴う心皿荷重の増大に対応し、軸距を2,450 mmから2,500 mmに50 mm延長、枕ばねに用いる重ね板ばねを3列から4列に増やして荷重上限を拡大、更に主電動機の外径に合わせ、車輪径も910 mmに拡大されている。ごく一部が戦前の段階でブレーキ装置を台車シリンダー方式に変更して試験を実施した。
TR25A (DT12A)
52系（関西急電）の電動車用。輸入品のスウェーデンSKF社製ころ軸受を装着した。また、これとは別に、その後TR35に改称されるまで、同形の台車をTR25Aと呼称した時期があり、台車銘板にもその刻印が存在した。
TR35 (DT13)
TR34に対する電動車用に相当。軸距2,500 mm、車輪径910 mmで国産のころ軸受を備え、63系・72系に大量に採用された。
TR36
TR35の付随車用。軸距2,450 mm、車輪径860 mmで、同じく63系・72系に大量に採用された。
TR39 (DT15)
本形式の設計を基本に、TR37と同様に側枠を一体鋳鋼製に変更したもの。これによりローワーレールが不要となり省略されたため、外観の印象は大きく異なる。側枠とトランサムの接合部はリーマボルトで固定してあり、TR37と同様丸穴が4×2個ずつ左右に並ぶタイプと、2x2で長穴が左右に並ぶタイプの2種が製造された。
TR39A (DT16)
TR39の改良型。側枠形状が変更され、肉抜き穴を設けて軽量化が図られた。80系電車の電動車用として採用され、モユニ81形とモハ80形に装着された。
TR43・43A
80系電車の付随車用として、TR36の揺れ枕吊りリンクを延長し、枕ばねを改良したもの。TR43はクハ86・サハ87に採用された。TR43Aは枕ばねを2列にしてばね定数を下げたものでサロ85に採用。
TR45・45A
TR43・43Aに小改良を加えたもの。
- 気動車用
TR30 - 33
キハ43000・キサハ43500形に採用。車種・目的[注釈 13]別に形式が細分化され、軸距がキハ用のTR30・31が2450mm、キサハ用のTR32・33が2140mmと分けられていた。

### 私鉄向け
鉄道省 → 国鉄での大量採用に反し、戦前の私鉄においては前述の通り工場レベルでの保守に難があり、電車用としてみた場合必ずしも充分な強度が得られないこの種の台車は好まれず、実用例も少数に留まっている。
1930年に参宮急行電鉄が製造したサ3000・ク3100形用住友製鋼所KS-76Lが日本における私鉄向けペンシルバニア形台車の第1号と見られているが、これは一体鋳鋼製台車枠を備えTR23よりもむしろペンシルバニア鉄道で採用されていたオリジナルに近い仕様であった。これに対し、1933年に九州産業鉄道が製造した九州産業鉄道オハフ1形客車に採用された台車はTR23の設計に忠実に従っており、これ以降戦前の日本で製造された私鉄向けペンシルバニア形台車は全てTR23の基本設計に従ったものとなった。もっともその製造数は少なく、1936年製の富山電気鉄道モハ500形が日本車輌製造製のTR25相当品を、1937年に日本車輌で製造された三菱鉱業ナハ1形がTR23相当品を、1941年に西武鉄道（初代）が製造したモハ200形がTR25と同系の台車をそれぞれ製造メーカーの推奨に従って採用し、更に戦時中の1944年に日本鉄道自動車が軸距を詰めたモデルを幾つかの会社に納入した程度で、いずれも少数派に留まった。これに対し戦後はモハ63形電車の私鉄割り当てでDT13の採用実績が増え、その後空気ばね化など独自改造を加えた例は見られたものの、戦後の台車メーカーによる新型台車開発の激化もあって、これらに改良を加えたモデルを新造した例は一時期の東武鉄道の新造車に採用されたに留まる。
- 住友製鋼場 → 住友金属工業
KS-76L
1930年に参宮急行電鉄サ3000・ク3100形用として製造。一体鋳鋼製の側枠を備える軸ばね式台車で、中央の揺れ枕には4列の重ね板ばねによる枕ばねを備える。また、台車枠が一体鋳鋼製のため比較的自由に形状を設計でき、さらに重い電動車用ではなく、車体も当時としては軽量設計であったことなどからローワーレールも備えていなかったため、その外観の印象はむしろ戦後の新型軸ばね式台車に近くTR23とは大きく異なる。当初は不適当なばね定数の設定により乗り心地面で不評を買ったが、セッティングの修正後は不評が一掃され、戦後も2250系の増備が進んで交代となるまでこの台車を装着したサ3000形の一部が座席指定特急車に使用された。なお、このKS-76Lは1974年の2200系淘汰までほとんど改造無しに終始している。
FS10
1953年より製造された東武7800系に採用。KS-76Lと同様の一体鋳鋼製台車枠を備える軸ばね式台車であるが、ボルスタアンカーを備え、2列の重ね板ばねを枕ばねとする点でKS-76Lと相違する[注釈 19]。東武での社内形式はTRS-52。
- 日本車輌製造
NL-1
東武7800系のクハ802 - 807に採用。FS10と同系台車であるが、側枠やボルスタアンカーの形状が異なる。FS10に対し0.5t程度の軽量化を行ったとされる。東武での社内形式はTRN-53。
- 日立製作所
KH-20
1958年に日立製作所で製造された、東武7860系に採用されたFS10と同形の台車。東武での社内形式はTRH-58M・T。
- 日本鉄道自動車
ST31
1943年に日本鉄道自動車が製造。常総筑波鉄道ホハフ551[注釈 20]に装着の上で出荷されている。このST31は公式書類上は軸距2,150 mmとされているが、実車がその通りであったかは不明で、あるいは後述のNSC31と同等品であった可能性もある。基礎ブレーキ装置は客車時代は両抱き式踏面ブレーキであったが、気動車化時に片押し式に改造されている。
NSC31
1944年に日本鉄道自動車が製造。名古屋鉄道モ770形[注釈 21]、新潟交通クハ34・35、富山地方鉄道モハ7515、京王帝都電鉄デハ1751[注釈 22]の4形式に装着された。軸箱部の構造はTR23と同一であるが、16 m級の小型車に採用されたためか軸距が2,300 mmと短く設定されていた。なお、日本鉄道自動車の後身である東洋工機で1950年に製造された東武鉄道日光軌道線用ED610形にもNSC31と類似の軸距2,300 mm仕様の同系台車が装着されていたが、これは型番が明らかになっていない。
- 川崎車輌
DT13S
運輸省から割り当てられた山陽電鉄800形に採用。日本国内向けではTR23と各部の基本構造が共通のペンシルバニア形台車中、唯一の1435 mm軌間用で、車体更新車である2700系に流用されて1985年まで使用された。なお、形式に付されたサフィックス「S」はSanyoの頭文字ではなく、Standard gauge（標準軌間）に由来する。
- 東芝
TT-3
1953年に増備された東武5700系のうち、直角カルダン駆動とされたモハ5720形2両、およびそれらとペアを組むクハ720形2両に装着。国鉄DT15と酷似した形状の一体鋳鋼製側枠で、台車シリンダー式のブレーキシリンダーやボルスタアンカーを備え、さらに枕ばねは重ね板ばねに代えてコイルばねとオイルダンパーを併用する構成である。1961・1965年のモハ5720形の吊り掛け駆動への改造時に吊り掛けモーターを装架できないTT-3は制御車であるクハ700形702 - 705に転用、その後は1991年の同系列全廃までそのまま使用された。東武での社内形式はTRT-52。
TT-51
1951年に製造された松尾鉱業鉄道ED25形電気機関車の台車。軸距が2,250 mm、軸受が平軸受となっている他は国鉄のDT16形台車に酷似した外観を持つ。また、ほぼ同時期（1950年）に同じ東芝で製作された東濃鉄道駄知線のED1000形電気機関車・モハ100形電車（101・102号）の台車も、メーカー形式等が付されていないものの同一の外観を呈する。
- 西武鉄道所沢工場
TR22・DT13・TR25改造空気ばね台車
新たに製造されたものではなく、国鉄の廃車発生品を使用していた西武鉄道が独自に改造によって製作したもの。1959年に試作された。当初、空気ばね用の補助空気ダメを台車側に搭載するなど、試行錯誤が行われたが、最終的にはスマートな空気枕ばね台車の形態に落ち着いた。
改造は少数に留まったが（詳細は西武501系電車を参照）一部は上信電鉄100形電車に装備された状態で譲渡され、1996年まで運用されていた。
この他、小田急でも、DT21系以降の新性能電車用台車同様にブレーキシリンダーとブレーキワークからを台車側に装荷したTR25改造台車が製作された。しかし1960年代後半に入ると、前提の違い[注釈 23]や国鉄の保守的技術志向、財務体質の悪化などから技術開発の停滞を招き、独自に車両メーカー・台車メーカーと契約して開発する能力のある大手私鉄があえて国鉄台車に祖を求めることはほとんどなくなっていった。

### 日本国外（旧外地）向け
- 台湾 : 台鉄では、TR23の同系台車は、TR-18、TR-19、TR-20の3タイプがあった。
台鉄TR-18形
大型木造客車用、TR23を台車枠が一体鋳鋼化にされ、理想的なTR23であるもの。1934年住友製鋼所製。後に鋼体化客車32300系に転用し、1990年代まで現役。枕ばねは4列重ね板ばね式、台鉄仕様により短軸仕様になったもの。
台鉄TR-19形
32000、32100系半鋼製客車用。技術的に逆行、それでも内地の鉄道車両に部品共通による製造コスト軽減・納期短縮するメリットがあり、1935年から採用した台車。TR23の構造を準じ、一見TR23と同じ外観であるが、台鉄仕様により短軸仕様になって、17 m客車で自重が軽いため3列枕ばね仕様になったもの。後に32100系更新車に転用し、1990年代まで現役。
台鉄TR-20形
戦後日本車両製造製35SP32200形客車用、1951年製、TR34に準じ17 m客車用台鉄仕様になったもの。1980年代初期まで現役。

## 採用された客車
※流用品・他事業者からの中古品を使用する車両を含む。
- 国鉄・JR - スハ32系客車・オハ35系
- 私鉄
  - 九州産業鉄道 - オハフ1形客車
  - 三菱大夕張鉄道 - ナハ1形客車
- 海外
  - 台鉄 - 大型木造客車、32000、32100、32200、32300系客車。